# Áo bà ba
Áo bà ba là một loại trang phục phổ biến ở các miền quê miền Nam Việt Nam. Chiếc áo này do Trương Vĩnh Ký cải tiến từ áo của dân Bà-ba đảo Pê-năng, Malaysia.
Nó chủ yếu gắn liền với vùng nông thôn miền Nam Việt Nam, đặc biệt là ở đồng bằng sông Cửu Long . Thường được mặc như một bộ trên và dưới, áo bà ba thường là một chiếc áo sơ mi lụa dài tay, cài nút với cổ khoét sâu, kết hợp với quần lụa. Chiếc áo dài và xẻ ở hai bên eo, tạo thành hai vạt, theo truyền thống có hai túi. 
Để bảo vệ và tôn vinh truyền thống lâu đời của Việt Nam , tỉnh Hậu Giang đã tổ chức Lễ hội Áo Bà Ba vào năm 2023.

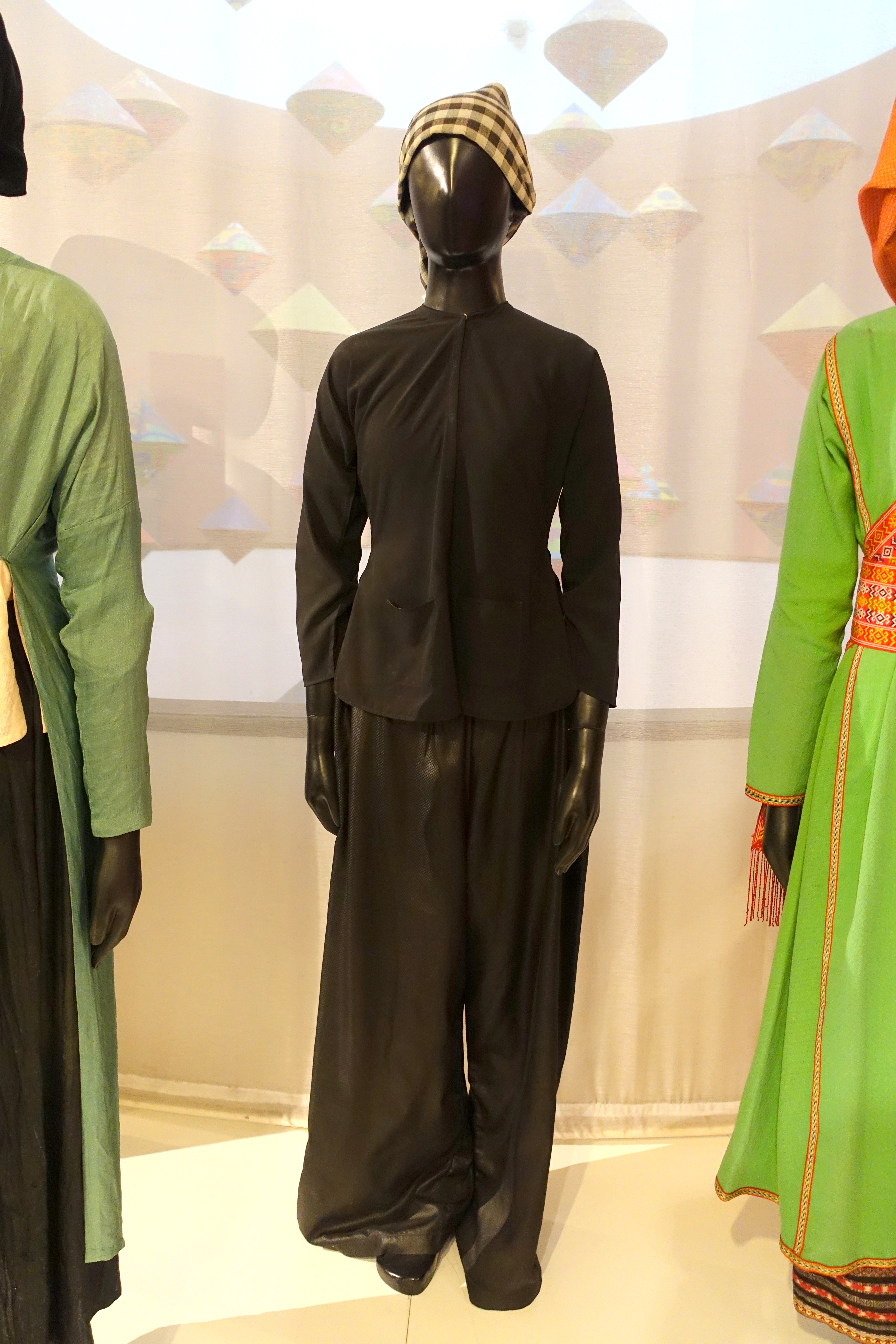
Áo bà ba

## Từ nguyên
Thuật ngữ "áo bà ba" có thể được dịch là "chiếc áo của bà ba", từ "Bà Ba" có nghĩa là người phụ nữ được sinh ra thứ hai trong gia đình ở miền Nam.
Theo nhà văn Sơn Nam, áo bà ba xuất hiện lần đầu tiên vào thế kỷ 19. Tên gọi này bắt nguồn từ trang phục của người Baba Nyonya , người Hoa ở Penang, Malaysia.

## Cấu tạo
Áo bà ba là chiếc áo không có cổ, thân áo phía sau may bằng một mảnh vải nguyên với thân trước gồm hai mảnh và ở giữa có hai dải khuy cài chạy dài từ trên xuống. Áo chít eo, xẻ tà vừa phải ở hai bên hông. Áo có độ dài trùm qua mông, gần như bó sát vào thân tôn đường cong cơ thể tuyệt đẹp của người phụ nữ.
Thường thì người ta thường kết hợp thêm với các phụ kiện như: khăn rằn, nón lá,...